# Urtenen-Schönbühl
Urtenen-Schönbühl (berndeutsch Urtene-Schönbüeu [ˈʊɾtənə ʃœmˈpy͡u]) ist eine politische Gemeinde im Verwaltungskreis Bern-Mittelland des Kantons Bern in der Schweiz.

## Geographie
Urtenen-Schönbühl liegt auf 525 m ü. M., 10 km nordnordöstlich der Kantonshauptstadt Bern (Luftlinie). Das Dorf erstreckt sich in der breiten Talsenke der Urtenen, zwischen den Ausläufern des Rapperswiler Plateaus im Nordwesten und den Molassehöhen des Bantigers im Süden, im Schweizer Mittelland.
Die Fläche des 7,19 km² grossen Gemeindegebiets umfasst einen Abschnitt des Berner Mittellandes. Der zentrale Teil des Gebietes wird von der rund 1,5 km breiten Talmulde der Urtenen eingenommen, die nach Nordosten zur Emme fliesst. Diese Senke wird im Nordwesten von den leicht gewellten Höhen des Rapperswiler Plateaus flankiert, welche durch den eiszeitlichen Rhonegletscher geformt wurden. Der Gemeindebann reicht im Norden bis an den Rand des Eichlerenwaldes und im Westen auf die Waldhöhen von Rädisried, Wideholz (581 m ü. M.) und Bubenloo (573 m ü. M.). Auch der nördliche Teil des Moossees im Moosseetal gehört zu Urtenen-Schönbühl.
Der Gemeindeboden erstreckt sich nach Südosten in ein stärker reliefiertes, überwiegend bewaldetes Hügelland. Es reicht über den Urtenenberg (591 m ü. M.), den Röduberg (639 m ü. M.) und den steilen Nordhang des Grauholzes bis auf den Waldkamm dieses Höhenzuges, auf dem mit 760 m ü. M. der höchste Punkt von Urtenen-Schönbühl erreicht wird. Von der Gemeindefläche entfielen 1997 18 % auf Siedlungen, 31 % auf Wald und Gehölze, 47 % auf Landwirtschaft, und etwas weniger als 4 % war unproduktives Land.
Urtenen-Schönbühl besteht aus den beiden Ortsteilen Urtenen (525 m ü. M.) in der Talmulde beidseits der Urtenen und Schönbühl (538 m ü. M.) am südöstlichen Rand dieser Senke, am Fuss der Höhen von Grauholz, sowie verschiedenen Wohn- und Gewerbequartieren. Nachbargemeinden von Urtenen-Schönbühl sind Jegenstorf, Mattstetten, Bolligen, Moosseedorf und Wiggiswil.

## Bevölkerung
| Jahr | Einwohner |
| ---- | --------- |
| 1850 | 714       |
| 1900 | 919       |
| 1930 | 1224      |
| 1950 | 1465      |
| 1960 | 1619      |
| 1970 | 2606      |
| 1980 | 3823      |
| 1990 | 5208      |
| 2000 | 5295      |
| 2022 | 6410      |

Mit 6524 Einwohnern (Stand 31. Dezember 2023) gehört Urtenen-Schönbühl zu den grösseren Gemeinden des Kantons Bern. Von den Bewohnern sind 87,4 % deutschsprachig, 2,6 % sprechen Serbokroatisch und 1,6 % Italienisch (Stand 2000). Die Bevölkerungszahl von Urtenen-Schönbühl stieg vor allem seit 1960 stark an. Innerhalb von 30 Jahren hat sich die Einwohnerzahl mehr als verdreifacht. Seit 1990 wird nur noch ein langsames Bevölkerungswachstum verzeichnet. Das Siedlungs- und Gewerbegebiet von Urtenen-Schönbühl ist heute lückenlos mit demjenigen von Moosseedorf zusammengewachsen.

## Politik
Die Exekutive besteht aus dem siebenköpfigen Gemeinderat. Die parteipolitische Zusammensetzung für die Legislaturperiode 2021–2024 ist folgendermassen: SP 3, SVP 3, glp 1. Gemeindepräsidentin ist seit Juli 2023 Regula Iff (SP, Stand 2024).
Bei den Nationalratswahlen 2023 betrugen die Wähleranteile in Urtenen-Schönbühl (in Klammern die Veränderung im Vergleich zu den Wahlen 2019 in Prozentpunkten): SVP 31,16 % (+1,47), SP 22,05 % (+4,99), glp 11,37 % (+0,38), Mitte 10,35 % (−2,02), Grüne 7,22 % (−2,58), FDP 7,14 % (−1,62), EVP 4,69 % (−1,58), EDU 2,13 % (+1,09), Weitere 3,90 % (−0,14).

## Wirtschaft
Urtenen-Schönbühl war bis weit ins 20. Jahrhundert hinein ein vorwiegend durch die Landwirtschaft geprägtes Dorf. Heute bietet die Gemeinde rund 3000 Arbeitsplätze an. Mit 2 % der Erwerbstätigen, die noch im primären Sektor beschäftigt sind, hat die Landwirtschaft (vorwiegend Ackerbau, Milchwirtschaft und Forstwirtschaft) nur noch einen marginalen Stellenwert in der Erwerbsstruktur der Bevölkerung. Etwa 24 % der Erwerbstätigen sind im industriellen Sektor tätig, während der Dienstleistungssektor 74 % der Arbeitskräfte auf sich vereinigt (Stand 2001).
Damit hat sich Urtenen-Schönbühl zu einer Agglomerationsgemeinde von Bern entwickelt, die dank der hervorragenden Verkehrslage zum Standort von mehreren Grossverteilern und Dienstleistungszentren gewählt wurde. Ausgedehnte Gewerbe- und Industriezonen sind seit den frühen 1970er Jahren bei Schönbühl sowie im Dreieck zwischen den Siedlungen Urtenen, Moosseedorf und Schönbühl entstanden. Heute sind in Urtenen-Schönbühl Unternehmen der Branchen Bau- und Transportgewerbe, Informationstechnologie, Elektroindustrie, Holzverarbeitung sowie mechanische Werkstätten und grafische Ateliers vertreten. Die Gemeinde besitzt ein Solbad.
Neue Wohnsiedlungen entwickelten sich seit den 1960er Jahren am Rand von Urtenen und beim Quartier Längenrüpp. Urtenen-Schönbühl weist zwar einen Zupendlerüberschuss auf, doch sind viele Erwerbstätige auch Wegpendler, die in der Stadt und Agglomeration Bern arbeiten.

## Verkehr
Die Gemeinde ist verkehrstechnisch hervorragend erschlossen, wird aber durch die Hauptverkehrsstränge von Autobahn und Eisenbahn in verschiedene Teile zerschnitten. Schönbühl war seit dem 19. Jahrhundert ein wichtiger Verkehrsknotenpunkt; hier traf die Hauptstrasse von Solothurn nach Bern (heute Hauptstrasse 12) auf die alte Fernverkehrsstrasse von Zürich nach Bern (heute Hauptstrasse 1). Der nächste Anschluss an die Autobahnen A1 (Bern–Zürich) und A6 (Bern–Biel) befindet sich rund 1 km vom Ortskern entfernt. Die Verzweigung Schönbühl, an der die A6 auf die A1 trifft, liegt allerdings auf dem Gebiet von Moosseedorf.
Am 16. Juni 1857 wurde der Abschnitt Herzogenbuchsee–Bern der Bahnlinie von Olten nach Bern mit dem Bahnhof Schönbühl eröffnet. Auch Urtenen kam mit der Inbetriebnahme des Abschnittes Zollikofen–Solothurn, der heute vom Nahverkehrsunternehmen Regionalverkehr Bern–Solothurn betrieben wird, am 10. April 1910 zu einer Bahnstation. Weitere Haltestellen gibt es bei Schönbühl und an der Gemeindegrenze beim Shoppyland.
Weiter ist eine Buslinie vom RBS-Bahnhof nach Bäriswil vorhanden.
Das öffentliche Strassennetz auf dem Gemeindegebiet misst 69 Kilometer. Die Kantonsstrassen sind Teil des Verkehrsmanagements Region Bern Nord. Die erste Dosierstelle wurde im Oktober 2022 in Betrieb genommen.

## Geschichte

Luftbild aus 200 m von Walter Mittelholzer (1925)

Das Gemeindegebiet von Urtenen-Schönbühl war schon sehr früh besiedelt. Aus der Hallstattzeit stammt ein Grabhügel, aus dem bei Ausgrabungen reiche Beigaben (Goldschmuck) zutage gefördert wurden. Auch aus der Römerzeit sind einzelne Überreste erhalten.
Die erste urkundliche Erwähnung des Ortes erfolgte 1249 unter dem Namen Urtinun. Später erschienen die Bezeichnungen Hurtinun (1253), Urtinon (1256), Uertinon (1262), Urtina (1264), Urthinun (1270) und Urtenen (1303). Der Wortstamm urd stammt ursprünglich aus dem Keltischen und wurde zunächst als Gewässername verwendet in der Bedeutung von die Sprudelnde. Der Dorfname entspricht im übertragenen Sinn der Bedeutung Dorf am Wasser, womit vermutlich Häuser an einem Übergang über die Urtenen gemeint sind.
Seit dem Mittelalter bildete Urtenen eine eigene kleine Herrschaft, die unter der Oberhoheit der Grafen von Kyburg stand. Die Herrschaft erfuhr im Lauf der Zeit verschiedene Besitzerwechsel. Unter Berner Oberhoheit (seit 1406) war das Dorf dem Landgericht Zollikofen zugeordnet. Nach dem Zusammenbruch des Ancien Régime (1798) gehörte Urtenen während der Helvetik zum Distrikt Zollikofen und ab 1803 zum Oberamt Fraubrunnen, das mit der neuen Kantonsverfassung von 1831 den Status eines Amtsbezirks erhielt.
Das stets zu Urtenen gehörende Schönbühl war lange Zeit nur ein kleiner Weiler. Erst mit dem Bau der neuen Strasse von Bern in Richtung Zürich wuchs es zu einer grösseren Siedlung mit Handwerk und Gewerbe heran. Mit der Einweihung eines neuen Dorfzentrums im Jahre 1987 wurde das planerische Ziel verfolgt, die vorher weitgehend separierten Ortsteile Urtenen und Schönbühl baulich zusammenzuführen. In diesem Zentrum sind sämtliche wichtigen öffentlichen Dienste der Gemeinde vereinigt. Auf Beschluss der Gemeindeversammlung am 18. September 2001 wurde der Gemeindename von Urtenen auf Urtenen-Schönbühl geändert. Im Jahr 2003 wurde die Namensänderung rechtskräftig.

## Sehenswürdigkeiten
Im Ortsteil Urtenen steht auf einem Moränenhügel leicht erhöht südlich der Urtenen die reformierte Dorfkirche, die von 1965 bis 1968 erbaut wurde. Im alten Ortskern von Urtenen sind noch einige Bauernhäuser aus dem 18. und 19. Jahrhundert erhalten. Das Grauholzdenkmal gedenkt der Schlacht am Grauholz.

## Persönlichkeiten
- Werner Witschi (1906–1999), Maler und Bildhauer
- Bernhard König (1914–2011), Arzt und Politiker
- Hans Wyss (* 1960), Tiermediziner und Bundesamts-Direktor
- Philipp Wetzel (* 1985), Eishockeyspieler